# Elecciones para gobernador de Hawái de 2010
La elección para gobernador de Hawái de 2010 se realizó el 2 de noviembre de 2010 para escoger al Gobernador de Hawái en la que el Demócrata Neil Abercrombie ganó la elección. Las elecciones primarias se celebraron el 1 de junio de 2010.